# Liga Europeia de Hóquei em Patins de 2006–07
A Liga Europeia de 2006–07 foi a 42ª edição da Liga Europeia organizada pelo CERH. 

## Equipas da Liga Europeia 2006/07
As equipas classificadas são: 
| Fase             | Equipas          | Equipas            | Equipas         | Equipas        |
| ---------------- | ---------------- | ------------------ | --------------- | -------------- |
| 1.ª Eliminatória | Follonica Hockey | Hockey Bassano     | Hockey Prato    | FC Barcelona   |
| 1.ª Eliminatória | Reus Deportiu    | CP Vic             | FC Porto        | OC Barcelos    |
| 1.ª Eliminatória | La Vendéenne     | SC Thunerstern     | RSC Uttigen     | RSC Cronenberg |
| 1.ª Eliminatória | ERG Iserlohn     |                    |                 |                |
|                  |                  |                    |                 |                |
| Pré-eliminatória | CGC Viareggio    | Juventude de Viana | SCRA Saint-Omer | US Coutras     |
| Pré-eliminatória | Genève RHC       | Herne Bay United   |                 |                |

## Pré-Eliminatória
| Visitado      | Resultado | Visitante   | 1ª Mão | 2ª Mão |
| St. Omer      | 11-4      | Herne Bay   | 5-1    | 6-3    |
| CGC Viareggio | 6-7       | Juv. Viana  | 3-1    | 3-6    |
| US Coutras    | 7-10      | Genéver RHC | 2-4    | 5-6    |

## 1ª Eliminatória
| Visitado       | Resultado | Visitante     | 1ª Mão | 2ª Mão |
| SC Thunerstern | 3-17      | Réus Deportiu | 0-8    | 3-9    |
| FC Porto       | 13-2      | La Vendéenne  | 6-1    | 7-1    |
| RSC Uttigen    | 2-15      | Hockey Prato  | 1-5    | 1-10   |
| ERG Iserlohn   | 2-13      | FC Barcelona  | 1-6    | 1-7    |
| St. Omer       | 2-12      | Bassano       | 1-2    | 1-10   |
| Follonica      | 12-8      | Juv. Viana    | 9-3    | 3-5    |
| RSC Cronenberg | 6-14      | Pati Vic      | 3-6    | 3-8    |
| Genéve RHC     | 7-16      | OC Barcelos   | 3-7    | 4-9    |

## Fase de Grupos

### Grupo A
| Equipe       | Pts | J | V | E | D | GM | GS | DG  |
| ------------ | --- | - | - | - | - | -- | -- | --- |
| FC Barcelona | 15  | 6 | 5 | 0 | 1 | 28 | 11 | 17  |
| Pati Vic     | 9   | 6 | 3 | 0 | 3 | 13 | 17 | -4  |
| OC Barcelos  | 9   | 6 | 3 | 0 | 3 | 17 | 19 | -2  |
| H. Prato     | 3   | 6 | 1 | 0 | 5 | 11 | 22 | -11 |

|              | BAR | VIC | OCB | PRA |
| ------------ | --- | --- | --- | --- |
| FC Barcelona | –   | 8-2 | 6-2 | 6-1 |
| Pati Vic     | 0-2 | –   | 4-0 | 2-1 |
| OC Barcelos  | 4-3 | 2-3 | –   | 4-2 |
| H. Prato     | 2-3 | 4-2 | 1-5 | –   |

### Grupo B
| Equipe        | Pts | J | V | E | D | GM | GS | DG |
| ------------- | --- | - | - | - | - | -- | -- | -- |
| Bassano       | 11  | 6 | 3 | 2 | 1 | 16 | 14 | 2  |
| FC Porto      | 10  | 6 | 3 | 1 | 2 | 21 | 16 | 5  |
| Réus Deportiu | 8   | 6 | 2 | 2 | 2 | 13 | 17 | -4 |
| Follonica     | 4   | 6 | 1 | 1 | 4 | 23 | 26 | -3 |

|               | BAS | FCP | REU | FOL |
| ------------- | --- | --- | --- | --- |
| Bassano       | –   | 3-3 | 4-0 | 1-5 |
| FC Porto      | 1-2 | –   | 4-1 | 5-1 |
| Réus Deportiu | 1-1 | 3-1 | –   | 4-3 |
| Follonica     | 4-5 | 6-7 | 4-4 | –   |

## Final a Quatro
A Final a Quatro da Liga Europeia de 2006/07 foi disputada entre 31 de Março e 1 de Abril de 2007, no PalaBassano em Bassano del Grappa em Itália.  

## Competição

### Quadro de Jogos
|  | Semifinal    | Semifinal |   |  | Final        | Final |  |
|  |              |           |   |  |              |       |  |
|  | 31 de Março  |           |   |  |              |       |  |
|  | FC Barcelona | 3         |   |  |              |       |  |
|  | FC Porto     | 2         |   |  |              |       |  |
|  |              |           |   |  |              |       |  |
|  |              |           |   |  | 1 de Abril   |       |  |
|  |              |           |   |  | FC Barcelona | 5     |  |
|  |              | Bassano   | 2 |  |              |       |  |
|  |              |           |   |  |              |       |  |
|  |              |           |   |  |              |       |  |
|  |              |           |   |  |              |       |  |
|  | 31 de Março  |           |   |  |              |       |  |
|  | Bassano      | 3         |   |  |              |       |  |
|  | Pati Vic     | 2         |   |  |              |       |  |

| FC Barcelona (17) |

## Ligações Externas
- CERH website

### Internacional
- Ligações para todos os sítios de hóquei
- Mundook- Sítio com notícias de todo o mundo do hóquei
- Hoqueipatins.com - Sítio com todos os resultados de Hóquei em Patins